# 中东杨
中东杨（学名：Populus berolinensis）是杨柳科杨属的植物。
落叶乔木；灰绿色树皮；卵形或斜方状卵形的叶子，边缘有圆锯齿。
分布于亚洲、欧洲以及中国大陆的东北等地，生长于海拔500米至2,000米的地区，目前尚未由人工引种栽培。